# Андреевка (приток Верпча)
Андреевка (укр. Андріївка) — правый приток реки Верпч, протекающий по Черниговскому району (Черниговская область, Украина).

## География
Длина — 8 км. Русло извилистое, пересыхает. Есть пруды. Река берёт начало северо-западнее села Андреевка и на восток. Впадает в реку Верпч севернее села Староселье.
Населённые пункты на реке: (от истока к устью)
1. Андреевка[4]